# Osiedle Piastowskie (Iława)
Osiedle Piastowskie – osiedle we wschodniej części Iławy, położone między ulicą Ostródzką na zachodzie a torami kolejowymi na wschodzie. Osiedle jest w trakcie budowy. Zabudowę osiedla stanowią zarówno bloki jak i domki jednorodzinne. Osiedle to docelowo ma być największym blokowiskiem w mieście.

Położenie na mapie Iławy.

## Ulice Osiedla Piastowskiego
- Chrobrego
- Gospodarska (część)
- al. Jana Pawła II (część)
- Kwiatowa
- Odnowiciela
- Papiernicza
- Piastowska (część)
- Rzemieślnicza
- Zielona (część)
- Ziemowita

## Komunikacja
Przez teren osiedla przebiega trasa 1 linii komunikacyjnej. Jest to linia numer:
- 1 – (Długa-Cmentarz)

Linia biegnie ulicą: al. Jana Pawła II.